# Thalictrum pumilum
Thalictrum pumilum är en ranunkelväxtart som beskrevs av Ulbrich. Thalictrum pumilum ingår i släktet rutor, och familjen ranunkelväxter. Inga underarter finns listade i Catalogue of Life.